# 42. ročník udílení cen Saturn
42. ročník udílení cen Saturn se konalo 22. června 2016 v Burbanku v Kalifornii. Na ceremoniálu se udělovaly ceny pro nejlepší filmová a televizní díla a videozáznamy ze žánrů science fiction, fantasy a horor. Moderátorem večera byl John Barrowman. Nominace byly zveřejněné 24. února 2016.
Film ttar Wars: Síla se probouzí se stal filmem s nejvíce nominací v historii cen Saturn, a to ve všech 13 kategoriích s 15 nominacemi. Film Šílený Max: Zběsilá cesta získal deset nominací a film Purpurový vrch nominací devět. V seriálech vedl seriál Živí mrtví se sedmi nominacemi, Hra o trůny a Hannibal získali nominací šest.

## Vítězové a nominovaní

### Film
| Nejlepší sci-fi film | Nejlepší fantasy film | Nejlepší hororový film |
| --- | --- | --- |
| - Star Wars: Síla se probouzí - Ex Machina - Jurský svět - Šílený Max: Zběsilá cesta - Marťan - Terminator Genisys | - Popelka - Věčně mladá - Baahubali: The Beginning - Husí kůže - Hunger Games: Síla vzdoru 2. část - Méďa 2 | - Purpurový vrch - Insidious 3: Počátek - Neutečeš - Krampus: Táhni k čertu - The Visit - Co děláme v temnotách |
| Nejlepší thrillerový film | Nejlepší akční/dobrodružný film | Nejlepší mezinárodní film |
| - Most špionů - Black Mass: Špinavá hra - Dárek - Osm hrozných - Mr. Holmes - Sicario: Nájemý vrah | - Rychle a zběsile 7 - Everest - Mission Impossible - Národ grázlů - REVENANT Zmrtvýchvstání - Spectre - Špión | - Turbo Kid - Dobrou, mámo - Stoletý stařík, který vylezl z okna a zmizel - Labyrinth of Lies - Legendy zločinu - Vlna |
| Nejlepší film inspirovaný komiksem | Nejlepší animovaný film | Nejlepší režie |
| - Ant-Man - Attack On Titan - Avengers: Age of Ultron - Kingsman: Tajná služba - Snoopy a Charlie Brown. Peanuts ve filmu | - V hlavě - Anomalisa - Hodný dinosaurus - Kung Fu Panda 3 - Mimoni - When Marie Was There | - Ridley Scott – Marťan - J. J. Abrams – Star Wars: Síla se probouzí - Guillermo del Toro – Purpurový vrch - Alex Garland – Ex Machina - George Miller – Šílený Max: Zběsilá jízda - Peyton Reed – Ant-Man - Colin Trevorrow – Jurský svět |
| Nejlepší scénář | Nejlepší filmový herec | Nejlepší filmová herečka |
| - Lawrence Kasdan, J. J. Abrams, Michael Arndt – Star Wars: Síla se probouzí - Drew Goddard– Marťan - Guillermo del Toro – Purpurový vrch - Jane Goldman, Matthew Vaughn – Kingsman: Tajná služba - George Miller, Brendan McCarthy a Nico Lathouris – Šílený Max: Zběsilá jízda - Rick Jaffa, Amanda Silver, Derek Connolly a Colin Trevorrow – Jurský svět | - Harrison Ford jako Han Solo – Star Wars: Síla se probouzí - Matt Damon jako Mark Watney – Marťan - Leonardo DiCaprio – Revenant Zmrtvýchvstání - Taron Egerton jako Gary Unwin – Kingsman: Tajná služba - Domhnall Gleeson jako Celeb Smith – Ex Machina - Samuel L. Jackson jako Major Marquis Warren – Osm hrozných - Paul Rudd jako Scott Lang / Ant-Man – Ant-Man | - Charlize Theron jako Imperator Furiosa – Šílený Max: Zběsilá cesta - Emily Bluntová jako Kate Marcer – Sicario: Nájemný vrah - Jessica Chastainová jako Melissa Lewis – Marťan - Blake Lively jako Adaline Bowman – Věčně mladá - Daisy Ridley jako Rey – Star Wars: Síla se probouzí - Mia Wasikowska jako Edith Cushing – Purpurový vrch                                                                                           |
| Nejlepší filmový herec ve vedlejší roli | Nejlepší filmová herečka ve vedlejší roli | Nejlepší mladý herec ve filmu |
| - Adam Driver jako Kylo Ren – Star Wars: Síla se probouzí - Paul Bettany jako J.A.R.V.I.S. a Vision – Avengers: Age of Ultron - Michael Shannon jako Rick Carver – 99 Homes - Simon Pegg jako Benji Dunn – Mission Impossible - Národ grázlů - Walton Goggins jako Šerif Chis Mannix – Osm hrozných - Michael Douglas jako Hank Pym – Ant-Man                | - Jessica Chastainová jako Lady Lucille Sharpe – Purpurový vrch - Carrie Fisher jako Generál Leia Organa – Star Wars: Síla se probouzí - Evangeline Lilly jako Hope van Dyne – Ant-Man - Lupita Nyong'o – Star Wars: Síla se probouzí - Tamanaah jako Avanthika – Baahubali: The Beginning - Alicia Vikander jako Ava – Ex Machina                                      | - Ty Simpkins jako Gray Mitchell – Jurský svět - Olivia DeJonge jako Becca – The Visit - James Freedson-Jackson jako Travis Cop Car - Milo Parker jako Roger – Mr. Holmes - Elias Schwartz a Lukas Schwartz jako Elias a Lukas - Dobrou, mámo - Jacob Tremblay jako Jack Newsome – Room |
| Nejlepší hudba | Nejlepší střih | Nejlepší výprava |
| - John Williams – Star Wars: Síla se probouzí - Ennio Morricone – Osm hrozných - Jóhann Jóhannson – Sicario: Nájemný vrah - Junkie XL – Šílený Max: Zběsilá cesta - M.M. Keeravani – Baahubali: The Beginning - Ennio Morricone – Osm hrozných - Fernando Velázquez – Purpurový vrch                                                                         | - Maryann Brandon, Mary Jo Markey – Star Wars: Síla se probouzí - Margaret Sixel – Šílený Max: Zběsilá cesta - Dan Lebental a Colby Parker, Jr. – Ant-Man - Christian Wagner, Dylan Highsmith, Kirk Morri, Leigh Folsom Boyd – Rychle a zběsile 7 - Eddie Hamilton a Jon Harris – Kingsman: Tajná služba - Kevin Stitt – Jurský svět                                    | - Thomas Peak – Purpurový vrch - Rick Carter, Darren Gilford– Star Wars: Síla se probouzí - Colin Gibson– Šílený Max: Zběsilá cesta - Ed Verreaux – Jurský svět - Sabu Cyril - Baahubali: The Beginning - Scott Chambliss – Země zítřka |
| Nejlepší kostýmy | Nejlepší masky | Nejlepší speciální efekty |
| - Alexandra Byrne – Avengers: Age of Ultron - Michael Kaplan – Star Wars: Síla se probouzí - Sandy Powell – Popelka - Rama Rajamouli a Prashanti Tipirneni- Baahubali: The Beginning - Arianne Phillips – Kigsman: Tajná služba - Kate Hawley – Purpurový vrch                                                                                               | - Neal Scanlan – Star Wars: Síla se probouzí - Joel Harlow, Kenny Niederbaumer – Black Mass: Špinavá hra - David Martí, Montse Ribé, Xavi Bastida – Purpurový vrch - Gregory Nicotero, Howard Berger, Jake Garber, Heba Thorisdottir - Osm hrozných - Lesley Vanderwalt, Damian Martin, Elka Wardega – Šílený Max: Zběsilá cesta - Donald Mowat – Sicario: Nájemný vrah | - Roger Guyett, Patrick Tubach, Neal Scanlan, Chris Corbould – Star Wars: Síla se probouzí - Paul Corbould, Christopher Townsend, Ben Snow, Paul Butterworth – Avengers: Age of Ultron - Andrew Whitehurst, Paul Norris, Mark Williams Ardington, Sara Bennet – Ex Machina - John Rosengrant, Michael Lantieri, Tim Alexander – Šílený Max: Zběsilá cesta - Richard Stammers, Anders Langlands, Chris Lawrence, Steven Warner – Marťan |
| Nejlepší nezávislý film | | |
| - Room - 99 Homes - Bone Tomahawk - Cop Car - Experimenter - Trumbo | | |

### Televize
| Nejlepší sci-fi seriál | Nejlepší fantasy seriál | Nejlepší hororový seriál |
| --- | --- | --- |
| - Continuum - The 100 - Colony - Pán času - Expanze - Městečko Pines - Akta X | - Cizinka - Hra o trůny - Městečko Haven - Jonathan Strange & Mr Norrell - The Magicians - Mupeti - The Shannara Chronicles | - Živí mrtví - American Horror Story: Hotel - Ash vs Evil Dead - Živí mrtví: Počátek konce - Salem - Vlčí mládě - Agresivní virus |
| Nejlepší akční/thrillerový seriál | Nejlepší superhrdinský seriál | Nejlepší seriál - nová média |
| - Hannibal - Batesův motel - Blindspot - Fargo - Poslední loď - Knihovníci - Mr. Robot | - The Flash - Arrow - Legends of Tomorrow - Gotham - Agent Carter - Agenti S.H.I.E.L.D. - Supergirl | - Daredevil - Bosch - Jak vycvičit draky - The Man in the High Castle - Jessica Jones - Powers - Sense8 |
| Nejlepší televizní herec | Nejlepší televizní herečka | Nejlepší televizní herec ve vedlejší roli |
| - Bruce Campbell jako Ash Williams – Ash vs. Dead - Grant Gustin jako Barry Allen / The Flash – The Flash - Charlie Cox jako Matt Murdock / Daredevil – Daredevil - Matt Dillon jako Ethan Burke Městečko Pines - David Duchovny jako Fox Mulder – Akta X - Sam Heughan jako James Fraser – Cizinka - Andrew Lincoln jako Rick Grimes – Živí mrtví - Mads Mikkelsen jako Hannibal Lecter – Hannibal | - Caitriona Balfe jako Claire Fraser – Cizinka - Gillian Anderson jako Dana Scully – Akta X - Melissa Benoist jako Kara Zor-El/Kara Denvers/Supergirl – Supergirl - Kim Dickens jako Madison Clark – Živí mrtví: Počátek konce - Rachel Nichols jako Kiera Cameron – Continuum - Krysten Ritter jako Jessica Jones – Jessica Jones - Rebecca Romijn jako Eve Baird – Knihovníci | - Richard Armitage jako Zoubková víla/Francis Dolarhyde – Hannibal - Vincent D'Onofrio jako Wilson Fisk – Daredevil - Toby Jones jako Dr. Jenkis/David Pilcher – Městečko Pines - Kit Harington jako Jon Snow – Hra o trůny - Erik Knudsen jako Alec Sadler – Continuum - Lance Reddick jako Irvin Irving – Bosch - David Tennant jako Kilgrave – Jessica Jones - Patrick Wilson jako Lou Solverson – Fargo |
| Nejlepší televizní herečka ve vedlejší roli | Nejlepší host v televizním seriálu | Nejlepší mladý herec v televizním seriálu |
| - Danai Gurira jak oMichonne – Živí mrtví - Melissa Leo jako Pamela Pilcher – Městečko Pines - Tova Feldshuh jako Deanna Monroe – Živí mrtví - Calista Flockhart jako Cat Grant – Supergirl - Melissa McBride jako Carol Peletier – Živí mrtví - Gillian Anderson jako Dr. Bedelia Du maurier– Hannibal                                                                                             | - William Shatner jako Croatoan – Městečko Haven - Laura Benanti jako Alura In-Ze/Astra In-Ze – Supergirl - Steven Brand jako Dr. Gabriel Valack – Vlčí mládě - Scott Glenn jako Stick – Daredevil - Alex Kingston jako River Song – Pán času - John Carroll Lynch jako Eastman – Živí mrtví                                                                                    | - Chandler Riggs jako Carl Grimes – Živí mrtví - Max Charles jako Zach Goodweather – Agresivní virus - Frank Dillane jako Nick Clark – Živí mrtví: Počátek konce - Jodelle Ferland jako Five – Dark Matter - Dylan Sprayberry jako Liam Dunbar – Vlčí mládě - Maisie Williamsová jako Arya Stark – Hra o trůny                                                                                              |
| Nejlepší televizní prezentace | | |
| - Pán času - "The Husband of River Song" - Kanibal v džungli - Childhood's End - Jim Henson's Turkey Hollow - Žraločí tornádo 3 - The Wiz Live! | | |

### Domácí zábava
| Nejlepší DVD nebo Blu-ray vydání | Nejlepší DVD nebo Blu-ray vydání - speciální edice | Nejlepší DVD nebo Blu-ray vydání - filmová klasika |
| --- | --- | --- |
| - Burying the Ex - Sejmi prezidenta - The Cobbler - Monsters - Temný kontinent - Příběh o princezně Kaguje - Totem vlka                                                            | - X-Men: Budoucí minulost (The Rogue Cut) - Rychle a zběsile 7 (rozšířená edice) - Hobit: Bitva pěti armád (rozšířená edice) - Society (limitovaná edice) - Vanilkové nebe (alternativní konec) | - Miracle Mile - Burnt Offerings - Cemetery Without Crosses - Jestřábí žena - The Monster That Challenged the World - Historky hrůzy - Muž s röntgenovýma očima |
| Nejlepší DVD nebo Blu-ray vydání - televizní seriál | Nejlepší DVD nebo Blu-ray vydání - kolekce | |
| - Akta X, sběratelská kolekce - Black Sails, 2. řada - Od soumraku do úsvitu, 2. řada - Hannibal, 3. řada - Lost in Space, kompletní série - My Favorite Martian, kompletní seriál | - Kolekce Franka Darabonta(Majestic, Vykoupení z věznice Shawshank, Zelená míle) - Hororové klasiky (Volume 1)(Mumie, Dracula Has Risen from the Grave, Tast the Blood of Dracula, Frankestein Must Be Destoryed) - Jurský park kolekce (Jurský park, JZtracený svět: Jurský Park , Jurský Park 3, Jurský svět) - Šílený Max soubor (Šílený Max, Šílený Max 2 – Bojovník silnic, Šílený Max: Zběsilá cesta) - Nikkatsu Diamond Guys (Volume 1) (Voice Without a Shadow, Red Quay, The Rambling Guitarist) - Special Effects Collection (Son of Kong, Mighty Joe Young, The Beast from 20,000 Fathoms, Them!) | |